# Condado de Dickey
El condado de Dickey (en inglés: Dickey County, North Dakota), fundado en 1881,  es uno de los 53 condados del estado estadounidense de Dakota del Norte. En el año 2000  tenía una población de  5757 habitantes y una densidad poblacional de 2 personas por km². La sede del condado es Ellendale.
La legislatura del Territorio de Dakota autorizó la formación de Dickey Condado en 1881, dándole el nombre de uno de sus miembros, George H. Dickey. La organización de esa reunión se celebró el 28 de agosto de 1882, en Ellendale.

## Geografía
Según la Oficina del Censo, el condado tiene un área total de 2958 km² (1142,1 mi²), de la cual 2929 km² (1130,9 mi²) es tierra y 11 km² (4,2 mi²) es agua.

### Condados adyacentes
- Condado de LaMoure (norte)
- Condado de Ransom (noreste)
- Condado de Sargent (este)
- Condado de Brow (sur)
- Condado de McPherson (suroeste)
- Condado de McIntosh (oeste)

### Áreas protegidas nacionales
- Dakota del Lago Refugio Nacional de Vida Silvestre
- Río Arce Refugio Nacional de Vida Silvestre

## Demografía
En el 2000 la renta per cápita promedia del condado era de $36 682, y el ingreso promedio para una familia era de $36 682. El ingreso per cápita para el condado era de $15 846. En 2000 los hombres tenían un ingreso per cápita de $26 914 versus $15 668 para las mujeres. Alrededor del 14.80% de la población estaba bajo el umbral de pobreza nacional.
| 1890 | 1900 | 1910 | 1920   | 1930   | 1940 | 1950 | 1960 | 1970 | 1980 | 1990 | 2000 | Est. 2009 |
| ---- | ---- | ---- | ------ | ------ | ---- | ---- | ---- | ---- | ---- | ---- | ---- | --------- |
| 5573 | 6061 | 9839 | 10 499 | 10 877 | 9696 | 9121 | 8147 | 6976 | 7207 | 6107 | 5757 | 5217      |

## Mayores autopistas
- U.S. Highway 281
- Carretera de Dakota del Norte 1
- Carretera de Dakota del Norte 11
- Carretera de Dakota del Norte 56

## Lugares

### Ciudades
- Ellendale
- Forbes
- Fullerton
- Ludden
- Monango
- Oakes

Nota: todas las comunidades incorporadas en Dakota del Norte se les llama "ciudades" independientemente de su tamaño

### Municipios
| - Municipio de Ada - Municipio de Albertha - Municipio de Albion - Municipio de Bear Creek - Municipio de Clement - Municipio de Divide - Municipio de Elden - Municipio de Ellendale - Municipio de Elm - Municipio de German - Municipio de Grand Valley | - Municipio de Hamburg - Municipio de Hudson - Municipio de James River Valley - Municipio de Kent - Municipio de Kentner - Municipio de Keystone - Municipio de Lorraine - Municipio de Lovell - Municipio de Maple - Municipio de Merricourt - Municipio de Northwest | - Municipio de Port Emma - Municipio de Porter - Municipio de Potsdam - Municipio de Riverdale - Municipio de Spring Valley - Municipio de Valley - Municipio de Van Meter - Municipio de Whitestone - Municipio de Wright - Municipio de Yorktown - Municipio de Young |